# مايك جونسون (لاعب كرة قدم)
مايك جونسون (بالإنجليزية: Mike Johnson)‏ (و. 1987  م) هو لاعب كرة قدم أمريكية، من الولايات المتحدة، ولد في بينساكولا، فلوريدا، يلعب كحارس ‏.

## التعليم
تعلم في Pine Forest High School ‏.